# Камйонка (гміна)
Гміна Камйонка (пол. Gmina Kamionka) — місько-сільська гміна у східній Польщі. Належить до Любартівського повіту Люблінського воєводства.
Станом на 31 грудня 2011 у гміні проживало 6450 осіб.
Статус з сільської на місько-сільську змінено 1 січня 2021 року.

## Площа
Згідно з даними за 2007 рік площа гміни становила 111.85 км², у тому числі:
- орні землі: 78.00%
- ліси: 14.00%

Таким чином, площа гміни становить 8.67% площі повіту.

## Населення
Станом на 31 грудня 2011:
| Опис     | Загалом | Загалом | Чоловіки | Чоловіки | Жінки | Жінки |
| -------- | ------- | ------- | -------- | -------- | ----- | ----- |
| одиниця  | осіб    | %       | осіб     | %        | осіб  | %     |
| все      | 6450    | 100     | 3151     | 48.85    | 3299  | 51.15 |
| міське   | 0       | 100     | 0        |          | 0     |       |
| сільське | 6450    | 100     | 3151     | 48.85    | 3299  | 51.15 |

## Сусідні гміни
Гміна Камйонка межує з такими гмінами: Абрамів, Фірлей, Ґарбув, Любартів, Міхів, Нємце.